# Họ Rắn hổ mây
Họ Rắn hổ mây (danh pháp khoa học: Pareidae, trước năm 2015 viết là Pareatidae) là một họ nhỏ, theo truyền thống được coi là phân họ Pareatinae của họ Colubridae, nhưng gần đây đã được tách ra thành họ riêng.
Họ này bao gồm 2 phân họ, 4 chi với khoảng 23 loài rắn. Nhiều loài trong họ này là rắn chỉ chuyên ăn các loài sên hay ốc sên.

## Phân họ, chi và loài
- Pareinae
  - Aplopeltura
    - Aplopeltura boa (đơn loài)

  - Asthenodipsas
    - Asthenodipsas laevis
    - Asthenodipsas lasgalenensis
    - Asthenodipsas malaccanus
    - Asthenodipsas tropidonotus
    - Asthenodipsas vertebralis

  - Pareas
    - Pareas atayal
    - Pareas boulengeri
    - Pareas carinatus - rắn hổ mây gờ.
    - Pareas chinensis
    - Pareas formosensis
    - Pareas hamptoni - rắn hổ mây Hampton.
    - Pareas iwasakii
    - Pareas komaii
    - Pareas margaritophorus - rắn hổ mây ngọc.
    - Pareas monticola
    - Pareas nigriceps
    - Pareas nuchalis
    - Pareas stanleyi
    - Pareas vindumi
- Xylophiinae
  - Xylophis
    - Xylophis captaini
    - Xylophis perroteti
    - Xylophis stenorhynchus

## Phát sinh chủng loài
Biểu đồ nhánh trong phạm vi nhóm Caenophidia (Xenophidia) vẽ theo Wiens et al. (2012) và Pyron et al.  (2013).

|  | Acrochordidae (Acrochordoidea)                |
|  |                                               |
|  | Xenodermatidae (một phần Colubridae nghĩa cũ) |
|  |                                               |

|  | Homalopsidae (một phần Colubridae nghĩa cũ)                                                                     |
|  | |
|  | \| \| Lamprophiidae (một phần Colubridae nghĩa cũ) \| \| \| \| \| \| Elapidae (gồm cả Hydrophiidae) \| \| \| \| |
|  | |
|  | Lamprophiidae (một phần Colubridae nghĩa cũ)                                                                    |
|  | |
|  | Elapidae (gồm cả Hydrophiidae)                                                                                  |
|  | |

|  | Lamprophiidae (một phần Colubridae nghĩa cũ) |
|  |                                              |
|  | Elapidae (gồm cả Hydrophiidae)               |
|  |                                              |

|  | Homalopsidae (một phần Colubridae nghĩa cũ)                                                                     |
|  | |
|  | \| \| Lamprophiidae (một phần Colubridae nghĩa cũ) \| \| \| \| \| \| Elapidae (gồm cả Hydrophiidae) \| \| \| \| |
|  | |
|  | Lamprophiidae (một phần Colubridae nghĩa cũ)                                                                    |
|  | |
|  | Elapidae (gồm cả Hydrophiidae)                                                                                  |
|  | |

|  | Lamprophiidae (một phần Colubridae nghĩa cũ) |
|  |                                              |
|  | Elapidae (gồm cả Hydrophiidae)               |
|  |                                              |

|  | Homalopsidae (một phần Colubridae nghĩa cũ)                                                                     |
|  | |
|  | \| \| Lamprophiidae (một phần Colubridae nghĩa cũ) \| \| \| \| \| \| Elapidae (gồm cả Hydrophiidae) \| \| \| \| |
|  | |
|  | Lamprophiidae (một phần Colubridae nghĩa cũ)                                                                    |
|  | |
|  | Elapidae (gồm cả Hydrophiidae)                                                                                  |
|  | |

|  | Lamprophiidae (một phần Colubridae nghĩa cũ) |
|  |                                              |
|  | Elapidae (gồm cả Hydrophiidae)               |
|  |                                              |

|  | Homalopsidae (một phần Colubridae nghĩa cũ)                                                                     |
|  | |
|  | \| \| Lamprophiidae (một phần Colubridae nghĩa cũ) \| \| \| \| \| \| Elapidae (gồm cả Hydrophiidae) \| \| \| \| |
|  | |
|  | Lamprophiidae (một phần Colubridae nghĩa cũ)                                                                    |
|  | |
|  | Elapidae (gồm cả Hydrophiidae)                                                                                  |
|  | |

|  | Lamprophiidae (một phần Colubridae nghĩa cũ) |
|  |                                              |
|  | Elapidae (gồm cả Hydrophiidae)               |
|  |                                              |

|  | Homalopsidae (một phần Colubridae nghĩa cũ)                                                                     |
|  | |
|  | \| \| Lamprophiidae (một phần Colubridae nghĩa cũ) \| \| \| \| \| \| Elapidae (gồm cả Hydrophiidae) \| \| \| \| |
|  | |
|  | Lamprophiidae (một phần Colubridae nghĩa cũ)                                                                    |
|  | |
|  | Elapidae (gồm cả Hydrophiidae)                                                                                  |
|  | |

|  | Lamprophiidae (một phần Colubridae nghĩa cũ) |
|  |                                              |
|  | Elapidae (gồm cả Hydrophiidae)               |
|  |                                              |

|  | Homalopsidae (một phần Colubridae nghĩa cũ)                                                                     |
|  | |
|  | \| \| Lamprophiidae (một phần Colubridae nghĩa cũ) \| \| \| \| \| \| Elapidae (gồm cả Hydrophiidae) \| \| \| \| |
|  | |
|  | Lamprophiidae (một phần Colubridae nghĩa cũ)                                                                    |
|  | |
|  | Elapidae (gồm cả Hydrophiidae)                                                                                  |
|  | |

|  | Lamprophiidae (một phần Colubridae nghĩa cũ) |
|  |                                              |
|  | Elapidae (gồm cả Hydrophiidae)               |
|  |                                              |

|  | Homalopsidae (một phần Colubridae nghĩa cũ)                                                                     |
|  | |
|  | \| \| Lamprophiidae (một phần Colubridae nghĩa cũ) \| \| \| \| \| \| Elapidae (gồm cả Hydrophiidae) \| \| \| \| |
|  | |
|  | Lamprophiidae (một phần Colubridae nghĩa cũ)                                                                    |
|  | |
|  | Elapidae (gồm cả Hydrophiidae)                                                                                  |
|  | |

|  | Lamprophiidae (một phần Colubridae nghĩa cũ) |
|  |                                              |
|  | Elapidae (gồm cả Hydrophiidae)               |
|  |                                              |

|  | Homalopsidae (một phần Colubridae nghĩa cũ)                                                                     |
|  | |
|  | \| \| Lamprophiidae (một phần Colubridae nghĩa cũ) \| \| \| \| \| \| Elapidae (gồm cả Hydrophiidae) \| \| \| \| |
|  | |
|  | Lamprophiidae (một phần Colubridae nghĩa cũ)                                                                    |
|  | |
|  | Elapidae (gồm cả Hydrophiidae)                                                                                  |
|  | |

|  | Lamprophiidae (một phần Colubridae nghĩa cũ) |
|  |                                              |
|  | Elapidae (gồm cả Hydrophiidae)               |
|  |                                              |

|  | Acrochordidae (Acrochordoidea)                |
|  |                                               |
|  | Xenodermatidae (một phần Colubridae nghĩa cũ) |
|  |                                               |

|  | Homalopsidae (một phần Colubridae nghĩa cũ)                                                                     |
|  | |
|  | \| \| Lamprophiidae (một phần Colubridae nghĩa cũ) \| \| \| \| \| \| Elapidae (gồm cả Hydrophiidae) \| \| \| \| |
|  | |
|  | Lamprophiidae (một phần Colubridae nghĩa cũ)                                                                    |
|  | |
|  | Elapidae (gồm cả Hydrophiidae)                                                                                  |
|  | |

|  | Lamprophiidae (một phần Colubridae nghĩa cũ) |
|  |                                              |
|  | Elapidae (gồm cả Hydrophiidae)               |
|  |                                              |

|  | Homalopsidae (một phần Colubridae nghĩa cũ)                                                                     |
|  | |
|  | \| \| Lamprophiidae (một phần Colubridae nghĩa cũ) \| \| \| \| \| \| Elapidae (gồm cả Hydrophiidae) \| \| \| \| |
|  | |
|  | Lamprophiidae (một phần Colubridae nghĩa cũ)                                                                    |
|  | |
|  | Elapidae (gồm cả Hydrophiidae)                                                                                  |
|  | |

|  | Lamprophiidae (một phần Colubridae nghĩa cũ) |
|  |                                              |
|  | Elapidae (gồm cả Hydrophiidae)               |
|  |                                              |

|  | Homalopsidae (một phần Colubridae nghĩa cũ)                                                                     |
|  | |
|  | \| \| Lamprophiidae (một phần Colubridae nghĩa cũ) \| \| \| \| \| \| Elapidae (gồm cả Hydrophiidae) \| \| \| \| |
|  | |
|  | Lamprophiidae (một phần Colubridae nghĩa cũ)                                                                    |
|  | |
|  | Elapidae (gồm cả Hydrophiidae)                                                                                  |
|  | |

|  | Lamprophiidae (một phần Colubridae nghĩa cũ) |
|  |                                              |
|  | Elapidae (gồm cả Hydrophiidae)               |
|  |                                              |

|  | Homalopsidae (một phần Colubridae nghĩa cũ)                                                                     |
|  | |
|  | \| \| Lamprophiidae (một phần Colubridae nghĩa cũ) \| \| \| \| \| \| Elapidae (gồm cả Hydrophiidae) \| \| \| \| |
|  | |
|  | Lamprophiidae (một phần Colubridae nghĩa cũ)                                                                    |
|  | |
|  | Elapidae (gồm cả Hydrophiidae)                                                                                  |
|  | |

|  | Lamprophiidae (một phần Colubridae nghĩa cũ) |
|  |                                              |
|  | Elapidae (gồm cả Hydrophiidae)               |
|  |                                              |

|  | Homalopsidae (một phần Colubridae nghĩa cũ)                                                                     |
|  | |
|  | \| \| Lamprophiidae (một phần Colubridae nghĩa cũ) \| \| \| \| \| \| Elapidae (gồm cả Hydrophiidae) \| \| \| \| |
|  | |
|  | Lamprophiidae (một phần Colubridae nghĩa cũ)                                                                    |
|  | |
|  | Elapidae (gồm cả Hydrophiidae)                                                                                  |
|  | |

|  | Lamprophiidae (một phần Colubridae nghĩa cũ) |
|  |                                              |
|  | Elapidae (gồm cả Hydrophiidae)               |
|  |                                              |

|  | Homalopsidae (một phần Colubridae nghĩa cũ)                                                                     |
|  | |
|  | \| \| Lamprophiidae (một phần Colubridae nghĩa cũ) \| \| \| \| \| \| Elapidae (gồm cả Hydrophiidae) \| \| \| \| |
|  | |
|  | Lamprophiidae (một phần Colubridae nghĩa cũ)                                                                    |
|  | |
|  | Elapidae (gồm cả Hydrophiidae)                                                                                  |
|  | |

|  | Lamprophiidae (một phần Colubridae nghĩa cũ) |
|  |                                              |
|  | Elapidae (gồm cả Hydrophiidae)               |
|  |                                              |

|  | Homalopsidae (một phần Colubridae nghĩa cũ)                                                                     |
|  | |
|  | \| \| Lamprophiidae (một phần Colubridae nghĩa cũ) \| \| \| \| \| \| Elapidae (gồm cả Hydrophiidae) \| \| \| \| |
|  | |
|  | Lamprophiidae (một phần Colubridae nghĩa cũ)                                                                    |
|  | |
|  | Elapidae (gồm cả Hydrophiidae)                                                                                  |
|  | |

|  | Lamprophiidae (một phần Colubridae nghĩa cũ) |
|  |                                              |
|  | Elapidae (gồm cả Hydrophiidae)               |
|  |                                              |

|  | Homalopsidae (một phần Colubridae nghĩa cũ)                                                                     |
|  | |
|  | \| \| Lamprophiidae (một phần Colubridae nghĩa cũ) \| \| \| \| \| \| Elapidae (gồm cả Hydrophiidae) \| \| \| \| |
|  | |
|  | Lamprophiidae (một phần Colubridae nghĩa cũ)                                                                    |
|  | |
|  | Elapidae (gồm cả Hydrophiidae)                                                                                  |
|  | |

|  | Lamprophiidae (một phần Colubridae nghĩa cũ) |
|  |                                              |
|  | Elapidae (gồm cả Hydrophiidae)               |
|  |                                              |

Biểu đồ phát sinh chủng loài nội bộ họ Pareatidae vẽ theo Pyron et al. (2013).

|  | Asthenodipsas                                          |
|  |                                                        |
|  | \| \| Aplopeltura \| \| \| \| \| \| Pareas \| \| \| \| |
|  |                                                        |
|  | Aplopeltura                                            |
|  |                                                        |
|  | Pareas                                                 |
|  |                                                        |

|  | Aplopeltura |
|  |             |
|  | Pareas      |
|  |             |